# Zuidelijke sierschildpad
De zuidelijke sierschildpad (Chrysemys dorsalis) is een schildpad uit de familie moerasschildpadden (Emydidae). Het was lange tijd een ondersoort van de sierschildpad maar de zuidelijke sierschildpad wordt tegenwoordig als een volwaardige soort beschouwd.
De schildpad komt voor in het zuiden van de Verenigde Staten. De soort werd in 1857 voor het eerst beschreven door Louis Agassiz.

## Uiterlijke kenmerken

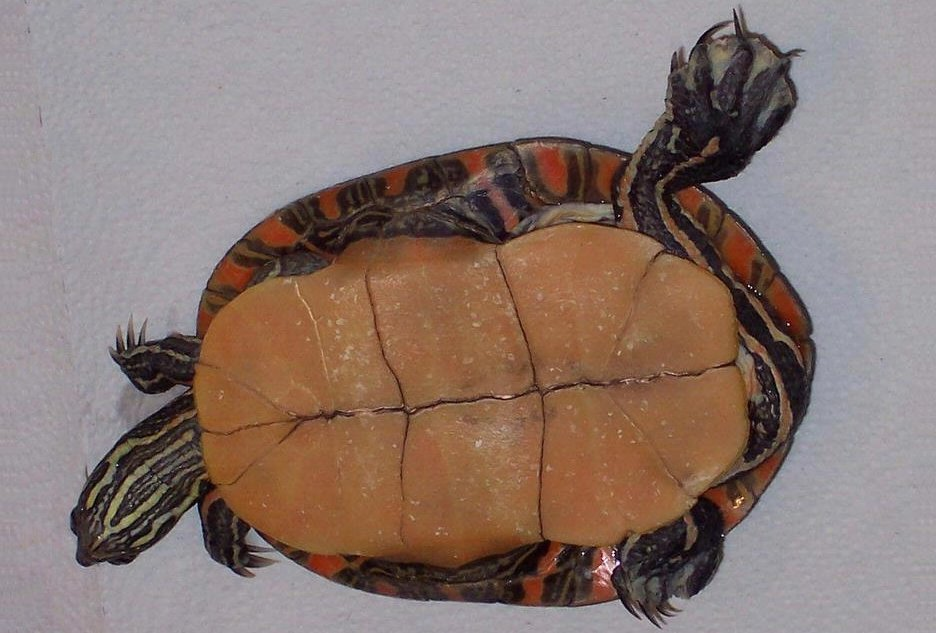
Het buikschild is geel zonder vlekken.

Het is een wat kleinere soort; het schild wordt meestal ongeveer 13 cm lang met uitschieters tot 15,5 cm. De zuidelijke sierschildpad is eenvoudig te herkennen aan de geprononceerde oranje tot rode lengtestreep op het midden van het rugschild. De naden van de hoornplaten op het rug- en buikschild gaan niet in elkaar over. Het buikschild is geel en ongevlekt.

## Verspreiding

Verspreidingsgebied in groen

De zuidelijke sierschildpad komt endemisch voor in de Verenigde Staten en leeft in de staten Alabama, Arkansas, Louisiana, Mississippi, Oklahoma en Tennessee.
De zuidelijke sierschildpad bewoont het zuidelijke deel van de laaglanden rond de Mississippidelta. De ondersoort komt noordelijk voor tot de samenvloeiing van de Mississippi met de rivier de Ohio. Zuidelijk is de soort te vinden tot de kust van de Golf van Mexico maar alleen in de staten Louisiana en Alabama, in het zuiden van Mississippi komt de sierschildpad niet voor.